# Catolé (distrito)
O Distrito de Catolé é um dos distritos de Campina Grande, na Paraíba. Sua sede situa-se localizada a 26 km oeste do Centro  do município de Campina Grande, com acesso pela BR-230, no km 160. O distrito disponibiliza duas instituições de ensino, uma municipal (Grupo Escolar Antonio Telha) e dois colégios  estadual (Escola Estadual de Ensino Fundamental e Médio Rubens Dutra Segundo e Walniza Borborema Cunha).
Dispõe ainda de um anuidade básica de saúde, no qual trabalha uma equipe do PSF, que trabalha em forma de rodízio nos diversos sítios que compõem o distrito.

## Clima
O clima é tropical semiárido com temperatura média de 22º. A ocorrência de chuvas acontecem com maior intensidade nos meses de janeiro, fevereiro e março, nas estações do verão e do outono.

## Geografia
O distrito limita-se ao norte com São José da Mata, ao sul com o município de Boqueirão, a leste com o Jardim Verdejante (até a BR-230) e a oeste com o município de Boa Vista. Sua vegetação predominante é a vegetação de transição do agreste para o sertão, caracterizado pela presença da Caatinga. É dividido em 14 subdivisões (Açude de Dentro, Aragão, Boi Velho, Cacimba Nova, Campo de Boi, Estreito, Logradouro, Lucas, Paus Brancos, Queimada da Ema, Quixaba, Salgadinho, São Pedro e Várzea do Capim).
Sua economia baseia-se na agricultura de subsistência, na pecuária leiteira e na extração do granito, esta última feita de forma artesanal e informal.